# Dương Thu Hương
Dương Thu Hương (Vietnam, 1947) es una escritora vietnamita y activista política. Fue miembro del partido Comunista de Vietnam hasta que la expulsaron en 1989, y se le negó el permiso para viajar al extranjero. Fue temporalmente encarcelada por sus escritos y su crítica de corrupción en el gobierno vietnamita.

## Trayectoria
Nació en 1947 en Thái Bình una provincia en Vietnam del norte, Dương vivió la Guerra de Vietnam en su fase más violenta. Con veinte años, cuándo era una estudiante en la universidad de Artes del ministerio de cultura vietnamita, Dương Thu Hương fue voluntaria en la brigada de juventud de mujeres en las primeras líneas de frente en "La Guerra Contra los americanos". Dương estuvo durante siete años de la guerra en las junglas y túneles de Bình Trị Thiên, una región fuertemente bombardeada en la guerra por los estadounidenses. Su misión era "cantar más fuerte que las bombas" y dar estímulos teatrales a las tropas vietnamitas del norte, pero también, atender heridos, enterrar muertos, y acompañar a los soldados en sus movimientos. Fue una de tres supervivientes de los cuarenta voluntarios en aquel grupo. Vivió también los ataques de China en Vietnam en 1979 durante la corta guerra Sino-Guerra vietnamita. Aun así, en el periodo después de la reunificación de Vietnam en 1975, Dương se volvió cada vez más crítica con la atmósfera represiva creada por el gobierno Comunista. Al ver las condiciones en el sur comparadas con las del norte, empezó a exponer de forma pública sus críticas contra el gobierno comunista.

## Obras
Sus primeras novelas, Viaje en Niñez (Hành trình ngày thơ ấu, 1985), Allende Ilusiones (Bên kia bờ ảo vọng, 1987) Los paraísos ciegos (Những thiên đường mù, 1988) y La Vida Perdida (Quãng đời đánh mất, 1989) fueron publicadas en su Vietnam nativo y pronto se convirtieron en superventas en Vietnam antes de que fueran prohibidos. El tercer libro fue también la primera novela vietnamita publicada en los Estados Unidos en inglés. Sus siguientes tres libros Novela Sin un Nombre (Tiểu thuyết vô đề, 1991), Memorias de una Primavera Pura (2000), y Tierra de nadie (Chốn vắng, 2002) — no han sido publicado en los Estados Unidos. Fue premiada como "Caballera" (Chevalier) de la Orden de las Artes y las Letras por el gobierno francés en 1994. Escribió también cuentos y guiones. Una historia, "Reflexiones de Primavera," fue traducida por Linh Dinh e incluida en la antología, Noche, Otra vez: Ficción Contemporánea de Vietnam (Siete Historias 2006). La novela Tierra de nadie (Terre des oublis en francés), ganó el Grand prix des lectrices de Elle en 2007, quizás su mayor éxito, estuvo en la lista final del Premio Femina 2006 y recibió el Grand prix des lectrices de Elle en 2007.

## Actividad política
Dương ha sido etiquetada como "escritora disidente" y ha sido expulsada del partido Comunista de Vietnam y estuvo encarcelada, en 1991 por sus comentarios críticos sobre los objetivos e intereses del partido y sus miembros. Esto no es inusual en Vietnam contemporáneo; Linh Dinh, en su introducción a la Noche, detalla la respuesta extrema del gobierno a algunos escritores, por ejemplo, en 1956, el poeta Tran Dan estuvo arrestado por su escrito "Él", un poema que habla de la desesperación social, desde los apuntes que ya iniciara el político y poeta Ho Chi Minh. En 1991, Le Minh Khue criticaba que parecía tener a una soldado de Vietnam del norte soñando despierta con la sonrisa de un guapo prisionero de guerra de Vietnam del sur.
Aunque  sea una de las más populares escritoras de Vietnam, la mayor parte de su obra está publicada en el exterior de Vietnam debido a la censura y el monopolio del gobierno en la industria editorial.
Recientemente, se ha retirado y tiene una pensión de aproximadamente veinte dólares estadounidenses al mes y tiene que ganarse la vida trabajando como traductora e intentando publicar sus novelas y cuentos en el extranjero. Cree en luchar para conseguir la democracia; pero se siente incapaz de propulsar una campaña política u organizar un partido para participar en las elecciones. Por ello utiliza la escritura para articular este mensaje democrático.
En su historia "La Historia de una Actriz" Dương combina sus creencias apasionadas sobre la libertad humana con su sensibilidad literaria derivada del existencialismo. Cuenta la historia de Bê y Thom, dos vecinos que se convirtieron en amigos; mientras Bê es inteligente y amante de la diversión, Thom contempla la belleza de la ciudad. Thom termina casándose con el director de teatro más famoso de Vietnam, un hombre 40 años mayor que ella, en un intento de convertirse en actriz; Bê la visita y ve cómo su vida se desintegra mientras trabaja para conseguir su título y su propio sueño de vida.
En la superficie, parece ser una historia relativamente simple sobre dos niñas que crecen y escogen diferentes caminos en la vida. Pero el lenguaje y los detalles traicionan, como en Ho Xuan Huong, un nivel más profundo que una simple historia. Critica la sociedad contemporánea donde la belleza se valora más que el intelecto, y el dinero más que la bondad. Llama la atención sobre cómo el optimismo de la juventud, cuando se desvanece, puede ser tan devastador que lleva a la gente a la desesperación.
Según Dương, la mayoría de los escritores tienen que aprender a dar voz a sus preocupaciones individuales dentro de una mentalidad de grupo. En otras palabras, su escritura tiene que reflejar al individuo y a las masas globales. Dương encuentra que la mayoría de escritores en el Vietnam contemporáneo tienen la mentalidad del pensamiento del grupo.
Dương sintió los efectos de la censura quizás más cruelmente que muchos de sus compañeros escritores. Su trabajo no está contenido en ninguna antología o colección vietnamita. Aunque ha logrado éxito y renombre en el extranjero, el público para el que escribe en Vietnam, que es el que más entendería las minucias de sus historias, no tiene a menudo la oportunidad de leer su trabajo, excepto cuando se introduce de contrabando en Vietnam.
No obstante, Dương está esperanzada por el futuro de sus escritos en su país. Cree que las personas abrirán sus ojos para ver qué está pasando en su patria.
Dương se mudó a París en 2006. En enero de 2009 se publicó su novela más tardía, Đỉnh Cao Chói Lọi; también traducida a francés como Au zénith.

## Reconocimientos
- 2001: Premio de Claus del Prince
- 2005: Oxfam Novib/Premio PEN.[8]
- 2007: Grand prix des lectrices de Elle

## Traducciones al inglés
- Beyond Illusions (1987)
- Paradise of the Blind (1988)
- Novel Without A Name (1995)
- Memories of a Pure Spring (1996)
- No Man's Land (2002)
- The Zenith (2009)